# Matteo Salonia
Matteo Salonia (* 1986 in Mailand) ist ein italienischer Historiker des Mittelalters und der frühen Neuzeit. Er ist Fellow der Royal Historical Society.

## Leben
Sein Vater, Gaetano Antonino Salonia, ist ein italienischer Geschäftsmann und der Gründer und Präsident von Salonia Engineering. Seit 2012 ist Matteo Salonia Mitglied des Vorstands dieses Unternehmens.

### Ausbildung
Salonia schloss 2008 sein Geschichtsstudium an der Universität Parma ab und setzte dann sein Studium an der Roosevelt University fort, wo er 2011 einen Master of Arts erwarb. Im Jahr 2012 wechselte er an die University of Liverpool. Im Jahr 2015 promovierte er in Liverpool in Wirtschaftsgeschichte. Sein Doktorvater war der deutsche Historiker Harald E. Braun, der ihn 2015 mit einer Arbeit über die Wirtschaftskultur der Republik Genua promovierte.

### Karriere
Er lehrte an der University of Liverpool (2013–2017), der Manchester Metropolitan University (2016) und dem King’s College London (2017-August 2019). Salonia lehrte frühneuzeitliche iberische Geschichte in London. Während dieser Zeit konzentrierte sich seine Forschung auf die spätmittelalterliche und frühneuzeitliche Wirtschaftsgeschichte und die Geistesgeschichte des Heiliges Römisches Reich im 16. Jahrhundert. Im Jahr 2017 veröffentlichte er sein erstes Buch mit dem Titel „Genoa’s Freedom (Genuas Freiheit)“.
Derzeit lehrt er an der University of Nottingham Ningbo China (UNNC). Er ist seit September 2019 an der School of International Studies des UNNC tätig und ist derzeit Direktor für Lehren und Lernen sowie Co-Leiter des Forschungsclusters „Global, Imperial and Transnational Histories“. Im Jahr 2022 veröffentlichte er zusammen mit seinem Kollegen Christian Müller, einem deutschen Historiker, sein zweites Buch.

## Veröffentlichungen (Auswahl)
- mit Christian Müller: Travel Writings on Asia. Curiosity, Identities, and Knowledge across the East, c. 1200 to the Present. Palgrave Macmillan, 2022
- Genoa’s Freedom: Entrepreneurship, Republicanism, and the Spanish Atlantic. Lexington Books, 2017.